# Nazionale maschile di cricket dell'Irlanda
La nazionale di cricket dell'Irlanda è la selezione nazionale che rappresenta l'intera Isola d'Irlanda nel gioco del cricket. A partire dal 2017 è una delle dodici nazionali full members dell'ICC.

## Storia

### Le origini
La prima partita internazionale di cricket dell'Irlanda si disputò nel 1855 a Dublino contro il Gentleman of England, con la squadra irlandese che ottenne la vittoria con un margine di 107 punti. Nel 1850, l'inglese Charles Lawrence fu determinante nello sviluppo del cricket in Irlanda, assumendo il ruolo di allenatore responsabile. Durante questo periodo, il Paese accolse per la prima volta squadre professionistiche in visita. Nel 1858, l'Irlanda disputò la sua prima partita contro il prestigioso Marylebone Cricket Club.

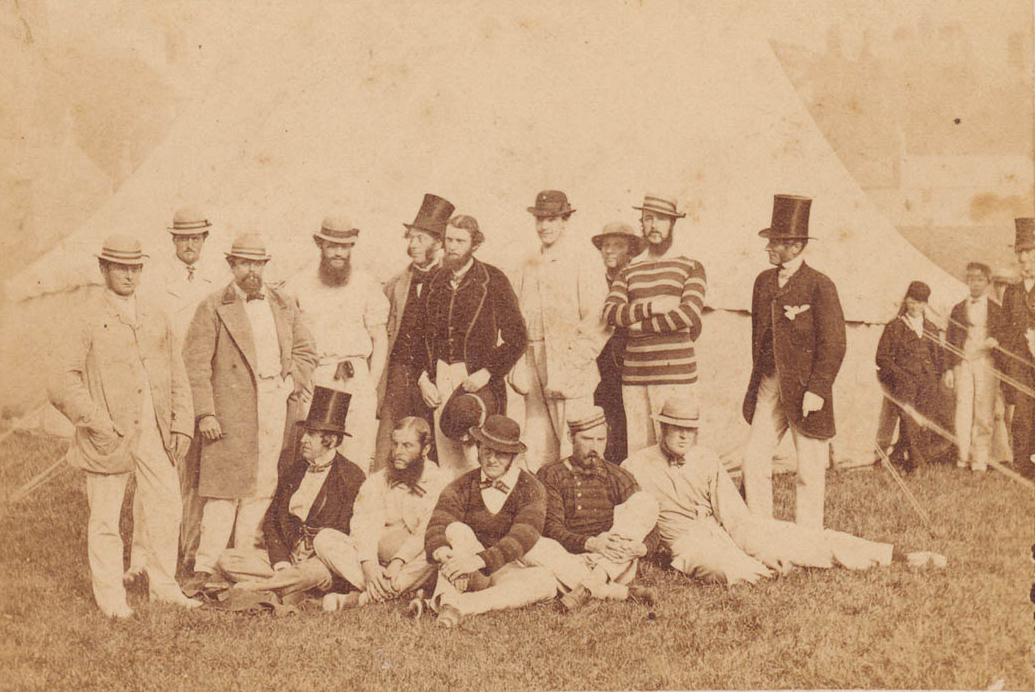
La squadra All-Ireland United Cricket al Phoenix Park, 1858

Il cricket prosperò in tutta l'Irlanda fino ai primi anni del 1880. Tuttavia, la situazione cambiò con l'intensificarsi della guerra per la terra irlandese e l'emergere del movimento culturale noto come Gaelic Revival, che promuoveva la valorizzazione delle tradizioni irlandesi. Una delle sue principali espressioni fu la fondazione della Gaelic Athletic Association nel 1884, che iniziò a contrastare la popolarità del cricket favorendo sport tradizionali come il calcio gaelico e l'hurling.

Successivamente, il cricket in Irlanda perse gradualmente popolarità, soprattutto nel periodo successivo alla guerra per la terra, poiché venne sempre più percepito come un "gioco di guarnigione" legato all'esercito britannico. La partecipazione si ridusse principalmente a scuole pubbliche cattoliche e protestanti, alla comunità anglo-irlandese e agli unionisti. 
Nonostante il declino interno, il cricket irlandese mantenne una certa vitalità attraverso tour internazionali: le squadre irlandesi visitarono Canada e Stati Uniti nel 1879, 1888, 1892 e 1909. Inoltre, l'Irlanda registrò un'importante vittoria contro una squadra sudafricana in tournée nel 1904.
La prima partita con status di prima classe per l'Irlanda si disputò il 19 maggio 1902 contro una squadra della contea di Londra, che includeva WG Grace. La squadra irlandese, guidata da Sir Tim O'Brien, ottenne una vittoria convincente, imponendosi con un margine di 238 run.

### Prima del 1993
Dopo il tour del 1902 in Inghilterra, durante il quale l'Irlanda ottenne quattro vittorie, due pareggi e una sconfitta, la squadra non giocò più partite di prima classe per cinque anni. Sebbene l'Irlanda avesse perso contro il Sudafrica nel 1894 nella sua prima partita contro una squadra di test, nel 1904 riuscì a battere i sudafricani, ottenendo la sua prima vittoria contro una squadra di test. Nel 1909 si disputò la prima partita annuale di prima classe tra Irlanda e Scozia, e dal 1924 iniziò a essere organizzata una partita annuale contro il Marylebone Cricket Club.

Gli irlandesi disputarono partite di prima classe con la Scozia ogni anno, interrotte solo dalle due guerre mondiali, fino al 1999. Al di fuori di queste sfide regolari, il cricket in Irlanda dipendeva dalle squadre internazionali in tournée che includevano l'Irlanda nei loro programmi. In alcune di queste occasioni, l'Irlanda riuscì a sorprendere le squadre di test, come accadde nel 1928 quando sconfisse le Indie Occidentali con un margine di 60 run in una partita di tre giorni a Dublino.

Nel 1969, durante una partita giocata a Sion Mills, nella contea di Tyrone, l'Irlanda sconfisse una squadra delle Indie Occidentali che includeva giocatori come Clive Lloyd e Clyde Walcott. La squadra irlandese eliminò gli avversari per soli 25 run e vinse la partita per nove wicket. Questo rappresentò l'ultima volta che l'Irlanda sconfisse una squadra in tournée prima del suo successivo riconoscimento ufficiale a livello internazionale.

### Ingresso nell'ICC
L'Irlanda entrò a far parte dell'International Cricket Council (ICC) come membro associato nel 1993, un anno prima della Scozia. Questo nuovo status permise all'Irlanda di partecipare per la prima volta all'ICC Trophy nel 1994, dove si classificò al settimo posto. Tre anni dopo, nel 1997, raggiunse le semifinali della competizione ma perse la finale per il terzo posto contro la Scozia, mancando così la qualificazione alla Coppa del Mondo di cricket 1999.

Con l'introduzione della Coppa Intercontinentale ICC nel 2004, l'Irlanda ebbe l'opportunità di giocare regolarmente partite di prima classe. Dopo un'eliminazione nella fase a gironi durante la prima edizione della competizione nel 2004, l'Irlanda conquistò il suo primo titolo nell'ottobre 2005, sconfiggendo il Kenya con sei wicket.
Nel 2005, l'ICC Trophy si svolse in Irlanda, con la fase a gironi disputata a Belfast, Irlanda del Nord, e le fasi finali a Dublino, nella Repubblica d'Irlanda. Gli irlandesi raggiunsero la finale del torneo, perdendo contro la Scozia. Tuttavia, il secondo posto garantì loro un posto nella Coppa del Mondo del 2007, oltre a un contributo extra di 500.000 dollari nei successivi quattro anni da parte dell'ICC per favorire lo sviluppo del cricket irlandese. Inoltre, ottennero lo status ufficiale di squadra di One Day International (ODI).

L'ODI inaugurale dell'Irlanda si giocò il 13 giugno 2006 a Stormont, Belfast, di fronte a una sala piena di 7.500 spettatori, contro l'Inghilterra. Fu la prima volta che l'Irlanda affrontò l'Inghilterra con la sua squadra completa. Nonostante una performance solida, l'Irlanda perse la partita con un margine di 38 run.

### Ottenimento dello status ODI
Prima della Coppa del Mondo del 2007, la squadra irlandese partecipò a un campo di allenamento ad alte prestazioni in Sudafrica. La loro prestazione nella Coppa del Mondo di cricket del 2007, la loro prima partecipazione al torneo, sorprese molti esperti. Nella partita inaugurale, il 15 marzo, pareggiarono contro lo Zimbabwe. Nella seconda partita, disputata il giorno di San Patrizio, sconfissero sorprendentemente il Pakistan, allora quarta squadra al mondo, per tre wicket, eliminandolo dalla competizione. Questi risultati permisero all'Irlanda di avanzare alla fase Super 8 della Coppa del Mondo 2007. Tuttavia, nella loro ultima partita della fase a gironi, furono sconfitti dalle Indie Occidentali per otto wicket. Durante la fase Super 8, persero contro Inghilterra, Sudafrica, Nuova Zelanda, Australia e Sri Lanka, ma riuscirono a ottenere una vittoria significativa contro il Bangladesh, allora nona squadra al mondo, superandoli di 74 run. Al loro ritorno, la squadra fu accolta come eroica a Dublino.

Ad agosto 2008, l'Irlanda ospitò a Belfast le qualificazioni per il mondiale T20 2009, competendo contro altre cinque nazioni associate. Questo evento segnò il debutto internazionale dell'Irlanda nel formato Twenty20. Sebbene l'Irlanda fosse destinata a sfidare i Paesi Bassi in finale, la partita fu annullata a causa della pioggia, e il trofeo fu condiviso tra le due squadre. Grazie al raggiungimento della finale, l'Irlanda si qualificò per l'ICC World Twenty20 del 2009, tenutosi in Inghilterra nel giugno dello stesso anno.

L'8 giugno 2009, l'Irlanda disputò il suo primo Twenty20 International contro una squadra membro a pieno titolo dell'ICC, affrontando il Bangladesh nella partita inaugurale dell'ICC World Twenty20 2009. In un incontro storico, l'Irlanda vinse per quattro wicket, eliminando il Bangladesh dal torneo. L'Irlanda avanzò alla seconda fase dell'ICC World Twenty20 2009, dove fu inserita in un girone con Nuova Zelanda, Pakistan e Sri Lanka. Tuttavia, perse tutte e tre le partite, concludendo la sua corsa nel torneo in questa fase. 

L'Irlanda si qualificò per la Coppa del Mondo di cricket 2015 e fu promossa all'ICC ODI Championship, uscendo dalla World Cricket League, pur continuando a partecipare all'ICC Intercontinental Cup. Nella loro prima partita del torneo, l'Irlanda sconfisse le Indie Occidentali con una prestazione impressionante, raggiungendo il target di 304 run con 25 palle rimanenti e vincendo per 4 wicket.

### Lo status di test
Nel 2015, l'ICC dichiarò che l'Irlanda avrebbe potuto ottenere lo status di Test nel 2019, a condizione che vincesse la Coppa Intercontinentale ICC 2015-17 e superasse la decima squadra classificata in una serie di Test composta da quattro partite, prevista per il 2018. Questo obiettivo rappresentava un'importante opportunità per il cricket irlandese di accedere alla massima competizione internazionale del formato Test.

Il 22 giugno 2017, l'Irlanda ottenne la piena adesione all'ICC insieme all'Afghanistan, durante una riunione dell'ICC a Londra, diventando l'undicesima squadra di cricket a ottenere lo status di Test. Questo storico riconoscimento arrivò dopo oltre un decennio di prestazioni di alto livello nel cricket internazionale. Nell'ottobre 2017, l'ICC annunciò che l'Irlanda avrebbe giocato la sua prima partita di Test in casa contro il Pakistan nel maggio 2018. Successivamente, nel marzo 2019, l'Irlanda disputò il suo primo Test in trasferta contro l'Afghanistan in India, ma fu sconfitta per 7 wicket.

Il 16 gennaio 2022, l'Irlanda ottenne una storica vittoria nel cricket ODI in trasferta contro una nazione Test, sconfiggendo le Indie Occidentali per due wicket al Sabina Park in Giamaica. Questa vittoria segnò un'importante pietra miliare per il cricket irlandese. Successivamente, vincendo anche il terzo ODI della serie, l'Irlanda conquistò per la prima volta una serie in trasferta contro una nazione Test, dimostrando il suo continuo progresso nel cricket internazionale.

Alle qualificazioni per la Coppa del Mondo di cricket 2023, tenutesi in Zimbabwe, l'Irlanda ha gareggiato per uno degli ultimi due posti disponibili per accedere al torneo principale. Tuttavia, la squadra ha concluso il torneo in settima posizione, non riuscendo così a qualificarsi per la fase finale della competizione. Questo risultato ha segnato un'importante battuta d'arresto per il cricket irlandese sul palcoscenico internazionale. Nel 2024, l'Irlanda ha vissuto una deludente esperienza alla Coppa del Mondo T20, con una serie di sconfitte. La squadra è stata battuta dall'India per otto wicket, dal Canada per dodici run e dal Pakistan per tre wicket. Inoltre, la partita contro gli Stati Uniti è stata annullata a causa della pioggia. Questi risultati hanno portato all'eliminazione dell'Irlanda dal torneo, segnando un'altra battuta d'arresto per la squadra nelle competizioni internazionali di cricket.
Nel febbraio 2025 l'Irlanda ha effettuato un tour in Zimbabwe, disputando tutte le serie ad Harare e giocando su tutti i format riconosciuti dalla ICC. Il tour irlandese è iniziato con un test match giocato dal 6 al 10 febbraio, vinto dagli europei per 63 runs. Nei giorni seguenti lo Zimbabwe ha avuto la meglio sia nelle serie ODI, vinta 2-1, sia in quella T20, vinta per 1-0 con due partite abbandonate a causa della pioggia

## Albo d'oro

### Coppa del Mondo di cricket
| Anno   | Round           | Pos.            | GP              | W               | L               | T               | NR              |
| ------ | --------------- | --------------- | --------------- | --------------- | --------------- | --------------- | --------------- |
| 1975   | Non ammissibile | Non ammissibile | Non ammissibile | Non ammissibile | Non ammissibile | Non ammissibile | Non ammissibile |
| 1979   | Non ammissibile | Non ammissibile | Non ammissibile | Non ammissibile | Non ammissibile | Non ammissibile | Non ammissibile |
| 1983   | Non ammissibile | Non ammissibile | Non ammissibile | Non ammissibile | Non ammissibile | Non ammissibile | Non ammissibile |
| 1987   | Non ammissibile | Non ammissibile | Non ammissibile | Non ammissibile | Non ammissibile | Non ammissibile | Non ammissibile |
| 1992   | Non ammissibile | Non ammissibile | Non ammissibile | Non ammissibile | Non ammissibile | Non ammissibile | Non ammissibile |
| 1996   | Non qualificato | Non qualificato | Non qualificato | Non qualificato | Non qualificato | Non qualificato | Non qualificato |
| 1999   | Non qualificato | Non qualificato | Non qualificato | Non qualificato | Non qualificato | Non qualificato | Non qualificato |
| 2003   | Non qualificato | Non qualificato | Non qualificato | Non qualificato | Non qualificato | Non qualificato | Non qualificato |
| 2007   | Super 8         | 8/16            | 9               | 2               | 6               | 1               | 0               |
| 2011   | Fase a gironi   | 11/14           | 6               | 2               | 4               | 0               | 0               |
| 2015   | Fase a gironi   | 9/14            | 6               | 3               | 3               | 0               | 0               |
| 2019   | Non qualificato | Non qualificato | Non qualificato | Non qualificato | Non qualificato | Non qualificato | Non qualificato |
| 2023   | Non qualificato | Non qualificato | Non qualificato | Non qualificato | Non qualificato | Non qualificato | Non qualificato |
| Totale | Totale          | Totale          | 11              | 7               | 13              | 1               | 0               |

### Coppa del Mondo T20 maschile di cricket
| Anno   | Round                             | Pos.                              | GP                                | W                                 | L                                 | T                                 | NR                                |
| ------ | --------------------------------- | --------------------------------- | --------------------------------- | --------------------------------- | --------------------------------- | --------------------------------- | --------------------------------- |
| 2007   | Non qualificato                   | Non qualificato                   | Non qualificato                   | Non qualificato                   | Non qualificato                   | Non qualificato                   | Non qualificato                   |
| 2009   | Super 8                           | 8/12                              | 5                                 | 1                                 | 4                                 | 0                                 | 0                                 |
| 2010   | Fase a gironi                     | 9/12                              | 2                                 | 0                                 | 1                                 | 0                                 | 1                                 |
| 2012   | Fase a gironi                     | 9/12                              | 2                                 | 0                                 | 1                                 | 0                                 | 1                                 |
| 2014   | Fase a gironi                     | 13/16                             | 3                                 | 2                                 | 1                                 | 0                                 | 0                                 |
| 2016   | Fase a gironi                     | 15/16                             | 3                                 | 0                                 | 2                                 | 0                                 | 1                                 |
| 2021   | Fase a gironi                     | 14/16                             | 3                                 | 1                                 | 2                                 | 0                                 | 0                                 |
| 2022   | Secondo turno                     | 10/16                             | 8                                 | 3                                 | 4                                 | 0                                 | 1                                 |
| 2024   | Fase a gironi                     | 18/20                             | 4                                 | 0                                 | 3                                 | 0                                 | 1                                 |
| 2026   | TBD                               | TBD                               | TBD                               | TBD                               | TBD                               | TBD                               | TBD                               |
| 2028   | TBD                               | TBD                               | TBD                               | TBD                               | TBD                               | TBD                               | TBD                               |
| 2030   | Qualificato come co-organizzatori | Qualificato come co-organizzatori | Qualificato come co-organizzatori | Qualificato come co-organizzatori | Qualificato come co-organizzatori | Qualificato come co-organizzatori | Qualificato come co-organizzatori |
| Totale | Totale                            | Totale                            | 29                                | 7                                 | 17                                | 0                                 | 4                                 |

## Statistiche
Partite internazionali – Irlanda 
Aggiornato al 15 giugno 2025.
| Record                  |     |    |     |   |      |
| Format                  | M   | W  | L   | T | D/NR |
| Tests                   | 10  | 3  | 7   | 0 | 0    |
| ODI                     | 210 | 83 | 108 | 3 | 16   |
| Twenty20 Internationals | 175 | 73 | 92  | 1 | 9    |

### Test match
Aggiornato al 10 febbraio 2025 
| Nazionale       | P  | W | L | T | NR |
| --------------- | -- | - | - | - | -- |
| vs Full Members |    |   |   |   |    |
| Afghanistan     | 2  | 1 | 1 | 0 | 0  |
| Bangladesh      | 1  | 0 | 1 | 0 | 0  |
| Inghilterra     | 2  | 0 | 2 | 0 | 0  |
| Pakistan        | 1  | 0 | 1 | 0 | 0  |
| Sri Lanka       | 2  | 0 | 2 | 0 | 0  |
| Zimbabwe        | 2  | 2 | 0 | 0 | 0  |
| Totale          | 10 | 3 | 7 | 0 | 0  |

### ODI
Aggiornato al 25 maggio 2025 
| Nazionale             | P   | W  | L   | T | NR |
| --------------------- | --- | -- | --- | - | -- |
| vs Full Members       |     |    |     |   |    |
| Afghanistan           | 32  | 13 | 18  | 0 | 1  |
| Australia             | 5   | 0  | 4   | 0 | 1  |
| Bangladesh            | 16  | 2  | 11  | 0 | 3  |
| India                 | 3   | 0  | 3   | 0 | 0  |
| Indie Occidentali     | 18  | 4  | 12  | 0 | 2  |
| Inghilterra           | 15  | 2  | 11  | 0 | 2  |
| Nuova Zelanda         | 7   | 0  | 7   | 0 | 0  |
| Pakistan              | 7   | 1  | 5   | 1 | 0  |
| Sri Lanka             | 5   | 0  | 5   | 0 | 0  |
| Sudafrica             | 11  | 2  | 8   | 0 | 1  |
| Zimbabwe              | 25  | 11 | 10  | 1 | 3  |
| vs Associated Members |     |    |     |   |    |
| Bermuda               | 1   | 1  | 0   | 0 | 0  |
| Canada                | 8   | 6  | 2   | 0 | 0  |
| Emirati Arabi Uniti   | 9   | 8  | 1   | 0 | 0  |
| Kenya                 | 10  | 7  | 2   | 0 | 1  |
| Nepal                 | 1   | 1  | 0   | 0 | 0  |
| Oman                  | 1   | 0  | 1   | 0 | 0  |
| Papua Nuova Guinea    | 1   | 1  | 0   | 0 | 0  |
| Paesi Bassi           | 13  | 8  | 3   | 1 | 1  |
| Scozia                | 21  | 15 | 5   | 0 | 1  |
| Stati Uniti           | 1   | 1  | 0   | 0 | 0  |
| Totale                | 210 | 83 | 108 | 3 | 16 |

### T20I
Aggiornato al 15 giugno 2025 
| Nazionale             | P   | W  | L  | T | NR |
| --------------------- | --- | -- | -- | - | -- |
| vs Full Members       |     |    |    |   |    |
| Afghanistan           | 26  | 8  | 18 | 0 | 0  |
| Australia             | 2   | 0  | 2  | 0 | 0  |
| Bangladesh            | 8   | 2  | 5  | 0 | 1  |
| India                 | 8   | 0  | 8  | 0 | 0  |
| Indie Occidentali     | 9   | 3  | 4  | 0 | 2  |
| Inghilterra           | 2   | 1  | 0  | 0 | 1  |
| Nuova Zelanda         | 5   | 0  | 5  | 0 | 0  |
| Pakistan              | 5   | 1  | 4  | 0 | 0  |
| Sri Lanka             | 3   | 0  | 3  | 0 | 0  |
| Sudafrica             | 7   | 1  | 6  | 0 | 0  |
| Zimbabwe              | 18  | 8  | 8  | 0 | 2  |
| vs Associated Members |     |    |    |   |    |
| Austria               | 1   | 1  | 0  | 0 | 0  |
| Bahrein               | 1   | 1  | 0  | 0 | 0  |
| Bermuda               | 1   | 1  | 0  | 0 | 0  |
| Canada                | 5   | 2  | 3  | 0 | 0  |
| Danimarca             | 1   | 1  | 0  | 0 | 0  |
| Emirati Arabi Uniti   | 11  | 4  | 7  | 0 | 0  |
| Germania              | 1   | 1  | 0  | 0 | 0  |
| Hong Kong             | 4   | 2  | 2  | 0 | 0  |
| Italia                | 1   | 1  | 0  | 0 | 0  |
| Jersey                | 2   | 2  | 0  | 0 | 0  |
| Kenya                 | 5   | 5  | 0  | 0 | 0  |
| Namibia               | 2   | 1  | 1  | 0 | 0  |
| Nepal                 | 3   | 3  | 0  | 0 | 0  |
| Nigeria               | 1   | 1  | 0  | 0 | 0  |
| Oman                  | 6   | 4  | 2  | 0 | 0  |
| Paesi Bassi           | 15  | 7  | 7  | 0 | 1  |
| Papua Nuova Guinea    | 4   | 2  | 2  | 0 | 0  |
| Scozia                | 16  | 9  | 4  | 1 | 2  |
| Stati Uniti           | 2   | 1  | 1  | 0 | 0  |
| Totale                | 175 | 73 | 92 | 1 | 9  |